# Campionati del mondo di corsa in montagna 2017
I Campionati del mondo di corsa in montagna 2017 si sono disputati a Premana, in Italia, il 30 luglio 2017 sotto il nome di "World Mountain Running Championships". Il titolo maschile è stato vinto da Kiplangat Victor, quello femminile da Murigi Lucy Wambui. I mondiali di corsa in montagna sono, a partire dal 2009 compreso, una competizione riconosciuta ufficialmente dalla International Association of Athletics Federations (IAAF). 

## Uomini seniores
Individuale
| Pos.    | Atleta             | Nazione     | Tempo  |
| ------- | ------------------ | ----------- | ------ |
| Oro     | Victor Kiplangat   | Uganda      | 52'31" |
| Argento | Joel Ayeko         | Uganda      | 52'50" |
| Bronzo  | Fred Musobo        | Uganda      | 53'57" |
| 4       | Joseph Gray        | Stati Uniti | 55'35" |
| 5       | Xavier Chevrier    | Italia      | 55'47" |
| 6       | Bernard Dematteis  | Italia      | 56'44" |
| 7       | Patrick Smyth      | Stati Uniti | 57'19" |
| 8       | Andrew Douglas     | Regno Unito | 57'32" |
| 9       | Robert Penin Surum | Kenya       | 57'39" |
| 10      | Julien Rancon      | Francia     | 57'45" |

Squadre
| Pos.    | Squadra     | Punti |
| ------- | ----------- | ----- |
| Oro     | Uganda      | 6     |
| Argento | Italia      | 22    |
| Bronzo  | Stati Uniti | 32    |

## Uomini juniores
Individuale
| Pos.    | Atleta            | Nazione     | Tempo  |
| ------- | ----------------- | ----------- | ------ |
| Oro     | Oscar Chelimo     | Uganda      | 26'46" |
| Argento | Daniel Pattis     | Italia      | 27'42" |
| Bronzo  | Talon Hull        | Stati Uniti | 28'01" |
| 4       | Dorin Rusu        | Romania     | 28'25" |
| 5       | Anthony Ayeko     | Uganda      | 28'27" |
| 6       | Abdulselem Bingöl | Turchia     | 28'30" |
| 7       | Jacob Limo        | Uganda      | 28'34" |
| 8       | Gabriel Bularda   | Romania     | 28'40" |
| 9       | Sylvain Cachard   | Francia     | 28'52" |
| 10      | Adrian Garcea     | Romania     | 28'54" |

Squadre
| Pos.    | Squadra | Punti |
| ------- | ------- | ----- |
| Oro     | Uganda  | 13    |
| Argento | Romania | 22    |
| Bronzo  | Italia  | 25    |

## Donne seniores
Individuale
| Pos.    | Atleta             | Nazione     | Tempo     |
| ------- | ------------------ | ----------- | --------- |
| Oro     | Lucy Wambui Murigi | Kenya       | 1h 01'26" |
| Argento | Andrea Mayr        | Austria     | 1h 02'44" |
| Bronzo  | Sarah Tunstall     | Regno Unito | 1h 04'16" |
| 4       | Maude Mathys       | Svizzera    | 1h 06'02" |
| 5       | Allie McLaughlin   | Stati Uniti | 1h 06'06" |
| 6       | Adeline Roche      | Francia     | 1h 06'13" |
| 7       | Alice Gaggi        | Italia      | 1h 07'12" |
| 8       | Addie Bracy        | Stati Uniti | 1h 07'46" |
| 9       | Lucie Marsanova    | Rep. Ceca   | 1h 08'42" |
| 10      | Pavla Schorna Mat. | Rep. Ceca   | 1h 08'53" |

Squadre
| Pos.    | Squadra     | Punti |
| ------- | ----------- | ----- |
| Oro     | Stati Uniti | 26    |
| Argento | Italia      | 32    |
| Bronzo  | Rep. Ceca   | 41    |

## Donne juniores
Individuale
| Pos.    | Atleta            | Nazione     | Tempo  |
| ------- | ----------------- | ----------- | ------ |
| Oro     | Risper Chebet     | Uganda      | 31'46" |
| Argento | Bahar Atalay      | Turchia     | 33'02" |
| Bronzo  | Lauren Gregory    | Stati Uniti | 33'33" |
| 4       | Alesia Hecico     | Romania     | 33'35" |
| 5       | Gabriela Doroftei | Romania     | 34'44" |
| 6       | Adha Munguleya    | Uganda      | 34'45" |
| 7       | Scarlet Dale      | Regno Unito | 34'46" |
| 8       | Heidi Davies      | Regno Unito | 34'48" |
| 9       | Paola Varano      | Italia      | 34'50" |
| 10      | Linda Palumbo     | Italia      | 35'09" |

Squadre
| Pos.    | Squadra     | Punti |
| ------- | ----------- | ----- |
| Oro     | Romania     | 24    |
| Argento | Stati Uniti | 30    |
| Bronzo  | Italia      | 33    |

## Medagliere
| Posizione | Paese       | Oro | Argento | Bronzo | Totale |
| --------- | ----------- | --- | ------- | ------ | ------ |
| 1         | Uganda      | 5   | 1       | 1      | 7      |
| 2         | Stati Uniti | 1   | 1       | 3      | 5      |
| 3         | Romania     | 1   | 1       | 0      | 2      |
| 4         | Kenya       | 1   | 0       | 0      | 1      |
| 5         | Italia      | 0   | 3       | 2      | 5      |
| 6         | Austria     | 0   | 1       | 0      | 1      |
| 6         | Turchia     | 0   | 1       | 0      | 1      |
| 8         | Rep. Ceca   | 0   | 0       | 1      | 1      |
| 8         | Regno Unito | 0   | 0       | 1      | 1      |